# Wojtkowizna
Wojtkowizna (niem Karlberg) – osada w Polsce położona w województwie warmińsko-mazurskim, w powiecie olsztyńskim, w gminie Purda. W latach 1975–1998 miejscowość administracyjnie należała do województwa olsztyńskiego. Wieś znajduje się w historycznym regionie Warmia.

## Historia
Lokacja wsi miała miejsce w XVIII wieku.
Wraz z dokumentem na lokację wsi Klewki dla wielce zasłużonego rycerza pruskiego Clauko von Hohenberg (Mikołaj Klauko) wystawionym przez biskupa warmińskiego Jana Stryprocka w 1352 roku od kapituły warmińskiej  na prawie chełmińskim, ów Klauko otrzymał ponadto przywilej na wybudowanie młyna, który powstał na wschodnim brzegu Jeziora Klebarskiego i nazwany został Wojtkowizną. Na początku XIX w. młyn ten upadł.
W 1420 wieś Klewki otrzymała 6 włók lasu (teren późniejszego majątku Karlberg – od 1950 Wojtkowizna).